# 日本福祉大学付属高等学校
日本福祉大学付属高等学校（にほんふくしだいがくふぞくこうとうがっこう）は、愛知県知多郡美浜町にある男女共学の私立高等学校である。

## 概要
設置者は学校法人日本福祉大学。日本福祉大学の附属学校である。
知多地域における唯一の私立高校である。そのため、知多半島在住の通学者が中心で、日本福祉大学への進学者が多い。
平和教育に力を入れており、沖縄県へ修学旅行を行い、沖縄戦体験者の話を聞くなどの学習を行っている。

## 設置学科
全日制課程
- 普通科 - 文理、総合進学、グローバル、スポーツの4コースからなるコース制を2年次より導入。

## 沿革
- 1958年（昭和33年）4月 - 日本福祉大学附属立花高等学校として愛知県名古屋市昭和区滝川町（日本福祉大学と同一校地）で開校。普通科、男女共学。
- 1959年（昭和34年）4月 - 愛知県名古屋市昭和区山里町に移転。
- 1972年（昭和47年）4月 - 立花高等学校に改称。
- 1974年（昭和49年）9月 - 「学園総合移転計画」のため愛知県名古屋市天白区天白町大字八事字裏山に仮移転。
- 1980年（昭和55年）4月 - 日本福祉大学付属高等学校に改称。
- 1982年（昭和57年）4月 - 愛知県知多郡美浜町に完成した新校舎に1・2年生が移転。
- 1983年（昭和58年）4月 - 美浜町に全学年が揃う。日本福祉大学も新校舎（美浜キャンパス）が完成、同時に移転し、「学園総合移転計画」が完成。
- 1985年（昭和60年）9月 - 美浜町から社会福祉協力校に指定される。
- 1993年（平成5年）-  学園創立40周年記念事業として、情報処理教室新設と柔剣道場（多目的ホール）新設。
- 1999年（平成11年）2月 - 後援会設立。
- 2001年（平成13年） - 学習室・相談室設置、生協購買増築。
- 2002年（平成14年） - 新制服を制定、スクールバス2ルートの運行を開始。
- 2003年（平成15年） - 学園創立50周年、高校創立45周年を迎える〈自習室設置、障害者用エレベーター・トイレ等新設〉、文部科学省「学力向上フロンティア・ハイスクール」に指定される。
- 2006年（平成18年） - 総合競技場完成。
- 2007年（平成19年） - 文理、福祉社会、国際・英語の3コースからなるコース制を2年次より導入、キャリア開発開始。
- 2008年（平成20年） - 学園創立55周年、高校創立50周年。
- 2013年（平成25年） - 学園創立60周年、高等学校創立55周年。
- 2017年（平成29年） - 新コース（文理コース・グローバル英語コース・総合進学コース）。カリキュラム改革と授業時間数の増単（32単位）により月曜日と木曜日は46分授業×7時間という形態を取っており、授業の間の休憩時間は9分になる。

## 学校長
- 初代 - 鈴木修学（1958年（昭和33年）4月～1962年（昭和37年）6月死去）
- 2代目 - 鈴木宗音（1962年（昭和37年）7月～）
- 3代目 - 稲垣惣司
- 4代目 - 島崎敬三
- 5代目 - 鈴木公
- 6代目 - 飯鉢武男
- 7代目 - 福岡猛志
- 8代目 - 平野征人（2009年（平成21年）～2012年（平成24年））
- 9代目 - 竹田学（2013年（平成25年）～）
- 10代目 - 岩本憲之

## 部活動・自主活動
生徒が主体となって行う、「自主活動」が盛んであり、生徒会を中心とした様々な活動が行われている。部活以外にも、「愛知県高校生フェスティバル実行委員会」があり、「私学助成金の拡充」、「授業料無償」「生徒主体の学校づくり」、「平和」などを訴える活動が行われている。

### 運動部
- サッカー部
- 硬式野球部
- 陸上部
- バスケットボール部
- 女子バレー部
- ソフトテニス部
- 卓球部
- 剣道部
- 水泳部
- ダンス部

### 文化部
- 演劇部
- 和太鼓部（楽鼓）
- コンピューター・マス・サイエンス部
- 音楽部
- 写真部
- 国際協力部
- 吹奏楽部

## 所在地
- 愛知県知多郡美浜町大字奥田字中之谷2-1

## 交通アクセス
- 名鉄知多新線 知多奥田駅から徒歩で約6分。

## 著名な出身者
- 河合その子（歌手）
- 近藤芳正（俳優）
- 立川平林（落語家）